# Куртюл
Куртюл — деревня в Балахтинском районе Красноярского края России. Входит в состав Черёмушкинского сельсовета.

## География
Деревня расположена в 85 км к юго-востоку от районного центра Балахта.

## Население
| 1989 | 2002 | 2010 |
| ---- | ---- | ---- |
| 229  | ↘100 | ↘27  |

Гендерный состав
По данным Всероссийской переписи населения 2010 года 14 мужчин и 13 женщин из 27 чел.